# Fideuá
La fideuá (en valenciano fideuada o, coloquialmente, fideuà) es un plato originario de Gandía (Comunidad Valenciana, España) que se elabora de forma parecida a la paella, aunque basado en fideos en lugar de arroz. Sus ingredientes principales son: fideos finos o gruesos de pasta, caldo de morralla, pescado  —suele usarse rape u otro pescado de carne consistente—,  y mariscos como sepia y gambones. Se puede aderezar con alioli y tomate.

## Origen
La versión más conocida del origen de la fideuá narra que surgió a raíz de que Gabriel Rodríguez Pastor, cocinero de una embarcación pesquera del puerto de Gandía, cambiase su receta del arroz a banda y, en vez de hacerla con arroz, añadiese fideos a su caldo de pescado. Este cambio se debió a que el patrón de la embarcación en la que trabajaba era un aficionado del arroz y muchas veces dejaba a sus marineros sin su ración correspondiente. Por este motivo, el cocinero Rodríguez Pastor decidió cambiar el arroz por fideos.
Otra versión atribuye el origen a Emilio López Bonías en Gandía en los años cincuenta.
Este invento culinario gustó mucho y se expandió por los restaurantes de la ciudad de Gandía, popularizándose así la fideuá.

## Características

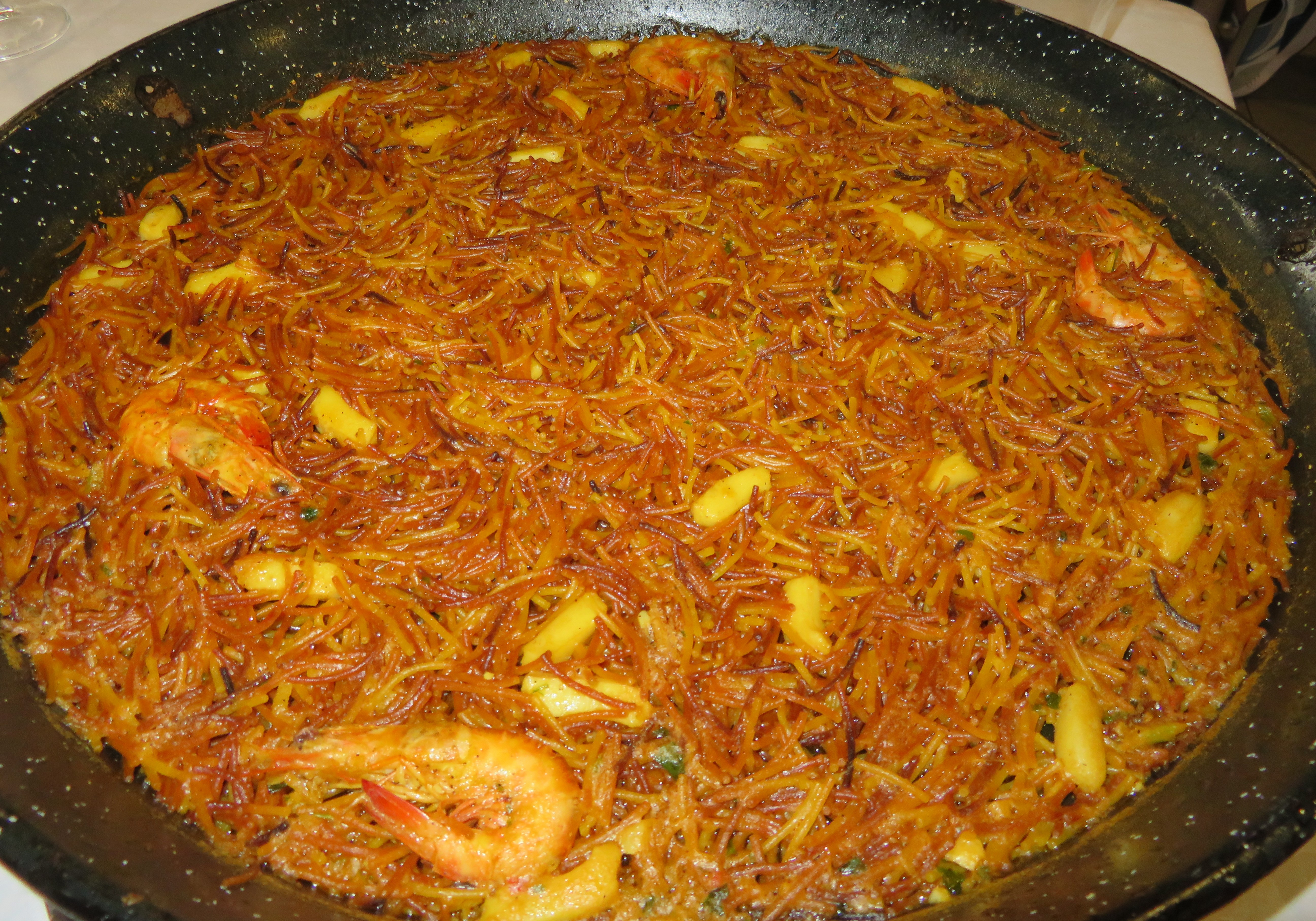
Fideuà rossejà, gastronomía de les Cases d'Alcanar

Al igual que la paella, se hace en el recipiente también llamado paella o paellera, es decir en sartén ancha y plana, aunque se citan otras variantes tradicionales hechas en cazuela.

## Galería

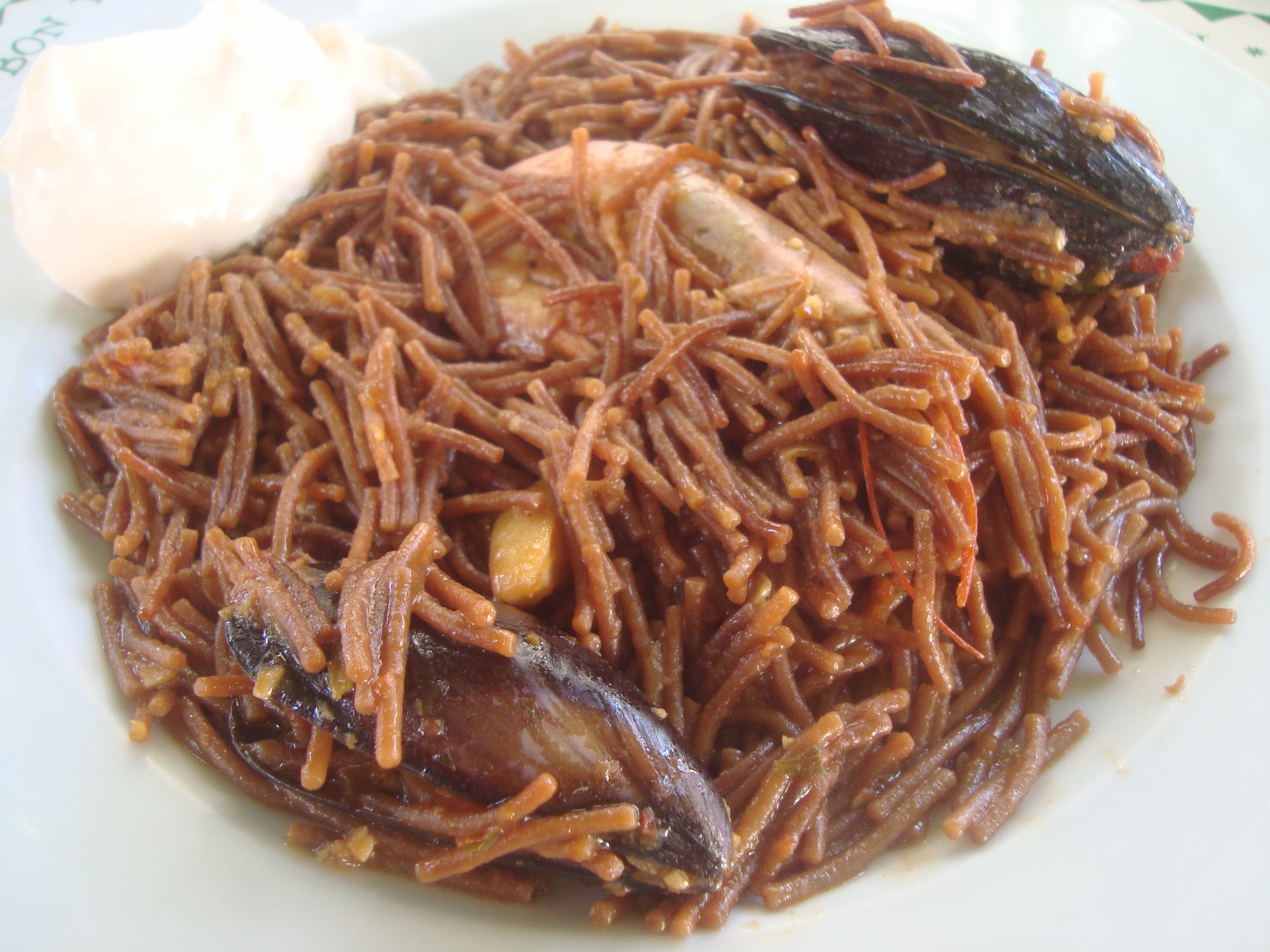
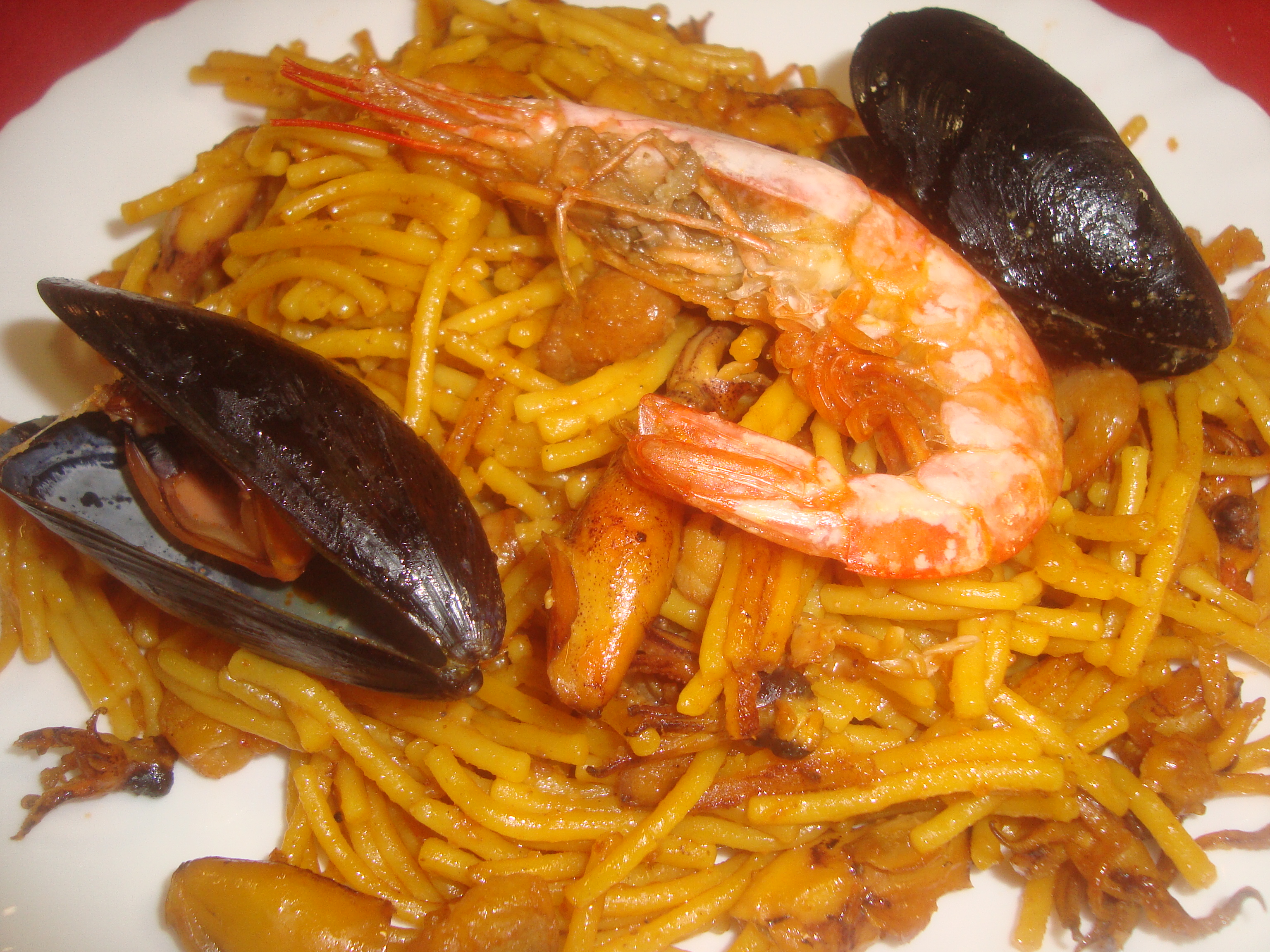
Plato típico de fideuá de pescado y marisco
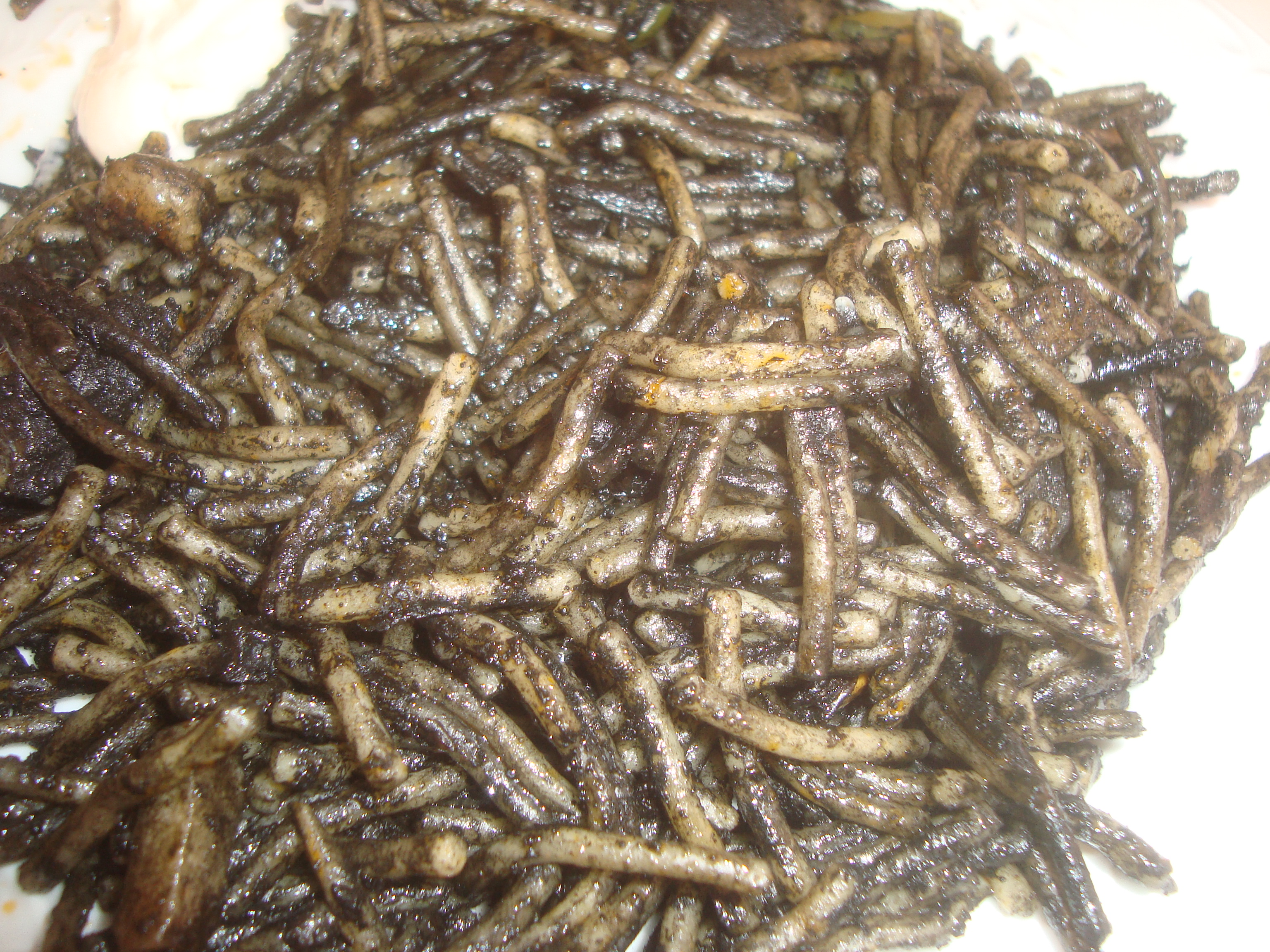
Fideuá negra con tinta de sepia